# Nasr Allah (Syria)
Nasr Allah (arab. نصر الله) – wieś w Syrii, w muhafazie Aleppo. W 2004 roku liczyła 1120 mieszkańców.